# WTA Tarent
Das WTA Tarent (offiziell: Ilva Trophy) war ein Tennisturnier der WTA Tour, das in der italienischen Stadt Tarent ausgetragen wurde.

## Siegerliste

### Einzel
| Jahr                         | Siegerin        | Finalgegnerin    | Ergebnis      |
| ---------------------------- | --------------- | ---------------- | ------------- |
| 1984                         | Sandra Cecchini | Sabrina Goleš    | 6:2, 7:5      |
| 1985                         | Raffaella Reggi | Vicki Nelson     | 6:4, 6:4      |
| 1986 & 1987 keine Austragung |                 |                  |               |
| ↓ Kategorie: Tier V ↓        |                 |                  |               |
| 1988                         | Helen Kelesi    | Laura Garrone    | 6:1, 6:0      |
| 1989                         | Karine Quentrec | Cathy Caverzasio | 6:3, 5:7, 6:3 |
| 1990                         | Raffaella Reggi | Alexia Dechaume  | 3:6, 6:0, 6:2 |
| 1991                         | Emanuela Zardo  | Petra Ritter     | 7:5, 6:2      |
| 1992                         | Julie Halard    | Emanuela Zardo   | 6:0, 7:5      |
| ↓ Kategorie: Tier IV ↓       |                 |                  |               |
| 1993                         | Brenda Schultz  | Debbie Graham    | 7:65, 6:2     |
| 1994                         | Julie Halard    | Irina Spîrlea    | 6:2, 6:3      |

### Doppel
| Jahr                         | Siegerinnen                          | Finalgegnerinnen                   | Ergebnis       |
| ---------------------------- | ------------------------------------ | ---------------------------------- | -------------- |
| 1984                         | Sabrina Goleš Petra Huber            | Elisa Eliseenko Natascha Reva      | 6:3, 6:3       |
| 1985                         | Sandra Cecchini Raffaella Reggi      | Patrizia Murgo Barbara Romano      | 1:6, 6:4, 6:3  |
| 1986 & 1987 keine Austragung |                                      |                                    |                |
| ↓ Kategorie: Tier V ↓        |                                      |                                    |                |
| 1988                         | Andrea Betzner Claudia Porwik        | Laura Garrone Helen Kelesi         | 6:1, 6:2       |
| 1989                         | Sabrina Goleš Mercedes Paz           | Sophie Amiach Emmanuelle Derly     | 6:2, 6:2       |
| 1990                         | Olena Brjuchowez Jewgenija Manjukowa | Silvia Farina Rita Grande          | 7:64, 6:1      |
| 1991                         | Alexia Dechaume Florencia Labat      | Laura Golarsa Ann Grossman         | 6:2, 7:5       |
| 1992                         | Amanda Coetzer Inés Gorrochategui    | Rachel McQuillan Radka Zrubáková   | 4:6, 6:3, 7:60 |
| ↓ Kategorie: Tier IV ↓       |                                      |                                    |                |
| 1993                         | Debbie Graham Brenda Schultz         | Petra Langrová Mercedes Paz        | 6:0, 6:4       |
| 1994                         | Irina Spîrlea Noëlle van Lottum      | Sandra Cecchini Isabelle Demongeot | 6:3, 2:6, 6:1  |